# Bermudes aux Jeux olympiques d'été de 1952
Les Bermudes participent aux Jeux Olympiques d'été de 1952 à Helsinki. C'est la troisième participation de l'archipel à des Jeux d'été. Au total, 6 athlètes représentent les Bermudes dans 3 sports, dont 2 femmes.

## Athlétisme
Thelma Jones et Phyllis Jones, dont c'est la deuxième participation olympique après 1948, participent au 100 mètres et au saut en longueur.
| Athlète       | Épreuve | Poule    | Poule | Quarts        | Quarts        | Demi-finale   | Demi-finale   | Finale        | Finale        | Réf.  |
| Athlète       | Épreuve | Résultat | Rang  | Résultat      | Rang          | Résultat      | Rang          | Résultat      | Rang          | Réf.  |
| ------------- | ------- | -------- | ----- | ------------- | ------------- | ------------- | ------------- | ------------- | ------------- | ----- |
| Thelma Jones  | 100 m   | 12.5     | 4     | pas qualifiée | pas qualifiée | pas qualifiée | pas qualifiée | pas qualifiée | pas qualifiée | [ 1 ] |
| Phyllis Jones | 100 m   | 13.3     | 5     | pas qualifiée | pas qualifiée | pas qualifiée | pas qualifiée | pas qualifiée | pas qualifiée | [ 1 ] |

| Athlètes      | Épreuve          | Qualification | Qualification | Finale        | Finale        | Ref   |
| Athlètes      | Épreuve          | Distance      | Position      | Distance      | Position      | Ref   |
| ------------- | ---------------- | ------------- | ------------- | ------------- | ------------- | ----- |
| Thelma Jones  | Saut en longueur | 5.55          | 11            | 5.33          | 22            | [ 2 ] |
| Phyllis Jones | Saut en longueur | 4.92          | 33            | non qualifiée | non qualifiée | [ 2 ] |

## Natation
| Athlete         | Event            | Heat    | Heat | Semifinal     | Semifinal     | Final         | Final         | Ref   |
| Athlete         | Event            | Time    | Rank | Time          | Rank          | Time          | Rank          | Ref   |
| --------------- | ---------------- | ------- | ---- | ------------- | ------------- | ------------- | ------------- | ----- |
| Walter Bardgett | 100m nage libre  | 1:04.4  | 7    | pas qualifié  | pas qualifié  | pas qualifié  | pas qualifié  | [ 3 ] |
| Walter Bardgett | 400m nage libre  | 5:18.0  | 5    | pas qualifié  | pas qualifié  | pas qualifié  | pas qualifié  | [ 4 ] |
| Walter Bardgett | 1500m nage libre | 21:42.4 | 5    | pas qualifié  | pas qualifié  | pas qualifié  | pas qualifié  | [ 5 ] |
| Robert Cook     | 100m nage libre  | 1:04.1  | 6    | pas qualifié  | pas qualifié  | pas qualifié  | pas qualifié  | [ 3 ] |
| Robert Cook     | 400m nage libre  | 5:15.4  | 7    | pas qualifiée | pas qualifiée | pas qualifiée | pas qualifiée | [ 4 ] |
| Robert Cook     | 1500m nage libre | 20:59.6 | 6    | pas qualifiée | pas qualifiée | pas qualifiée | pas qualifiée | [ 5 ] |

## Plongeon
| Athlete        | Event             | Qualifications | Qualifications | Finale       | Finale       | Réf.  |
| Athlete        | Event             | Points         | Rang           | Points       | Rang         | Réf.  |
| -------------- | ----------------- | -------------- | -------------- | ------------ | ------------ | ----- |
| Frank Gosling  | Tremplin 3 mètres | 59.57          | 25             | pas qualifié | pas qualifié | [ 6 ] |
| Mickey Johnson | Tremplin 3 mètres | 58.70          | 28             | pas qualifié | pas qualifié | [ 6 ] |